# Nabava
Nabava je najpomembnejša poslovna funkcija v proizvodnih podjetjih. Temeljna naloga je preskrba podjetja s surovinami, izdelavnim materialom, storitvami, energijo, pomožnim materialom, stroji, napravami itd.
Pomembno je, da razpolaga s primerno količino materiala, da je material ustrezne kakovosti, kupljen po primerni ceni in tudi pravočasno na razpolago. 

## Načrtovanje nabave
Proces načrtovanja je predvidevanje in opredeljevanje nalog, ki jih mora podjetje izvršiti v časovni intervalih. S tem pa posledično podjetje zmanjšuje poslovno tveganje. Za efektivno načrtovanje so pomembni dejavniki načrtovanja:
- ekonomski
- tehnični
- organizacijski
- dejavniki dela

Poslovni načrt
Poslovni načrt podjetja je praviloma sestavljen iz delov načrtov, kot so:
- načrt proizvodnje
- načrt investicij
- načrt prodaje
- finančni načrt
- načrt nabave
- načrt zaposlovanja
- načrt investicijskega vzdrževanja itd.

Nabavni načrt je eden od najpomembnejših sestavnih delov poslovnega načrta podjetja. Z dobrim načrtovanjem nabave želi podjetje 
doseči najbolj racionalno poslovanje nabave in uskladitev nabavne dejavnosti s proizvodnjo. Potrebna je zagotovitev takšne zaloge materiala, da so stroški nabave na enoto materiala minimalni ob tem pa se mora zagotoviti nemoten proces proizvodnje. 

## Postopki pri nabavi
Operativno izvajanje nabave obsega številne postopke:
- Najava potreb po materialu
- Iskanje najprimernejših ponudb pri raznoraznih dobaviteljih
- Analiza pridobljenih ponudb
- Nabavne kalkulacije, ki upoštevajo vse nabavne stroške in izbor najprimernejšega ponudnika
- Pogajanja o nabavnem poslovanju
- Dogovor o vsebini nabavnega posla (predmet pogodbe, količina, cena)
- Naročanje in dostava materiala
- Prevzem materiala in kontrola izpolnjevanja pogodbenih obveznostih dobavitelja
- Plačilo računa v naprej določenem plačilnem roku

Pomembno je, da si postopki nabave sledijo v zgoraj opisanem vrstnem redu, saj tako vzdržujemo dober odnos v relaciji kupec-dobavitelj.

## Evidentiranje nabave
Evidenca nabave je potrebna za zbiranje podatkov. Pridobljeni podatki so pomembni za izvedbo analize in kontrole nabavnega procesa.
Nabavne evidence:
- evidenca količin materiala
- evidenca cen materiala
- evidenca dobaviteljev
- evidenca nabavnih pogojev
- evidenca o reklamacijah blaga

Evidentiranje nabave nam pomaga pri analizi naših dobaviteljev in nadaljnjega oblikovanja nabavne politike.